# Ześlizgiwanie
Ześlizgiwanie się myślenia (inaczej zbaczanie, ang. derailment) — objaw psychopatologiczny zaliczany do zaburzeń toku myślenia polegający na powtarzającym się przechodzeniu od wyjściowych wątków myśli lub wypowiedzi do kolejnych wątków, które są luźno związane z poprzednimi, wskutek czego myśli lub wypowiedzi pacjenta stopniowo oddalają się od ich głównego tematu ze szkodą dla produktywności myślenia i komunikatywności wypowiedzi (przypadki, w których pacjentowi udaje się powrócić do pierwotnego tematu wypowiedzi, określane są w piśmiennictwie anglosaskim mianem circumstantiality).